# Stutz Blackhawk
Stutz Blackhawk – samochód osobowy klasy luksusowej produkowany pod amerykańską marką Stutz w latach 1971–1987.

## Pierwsza generacja

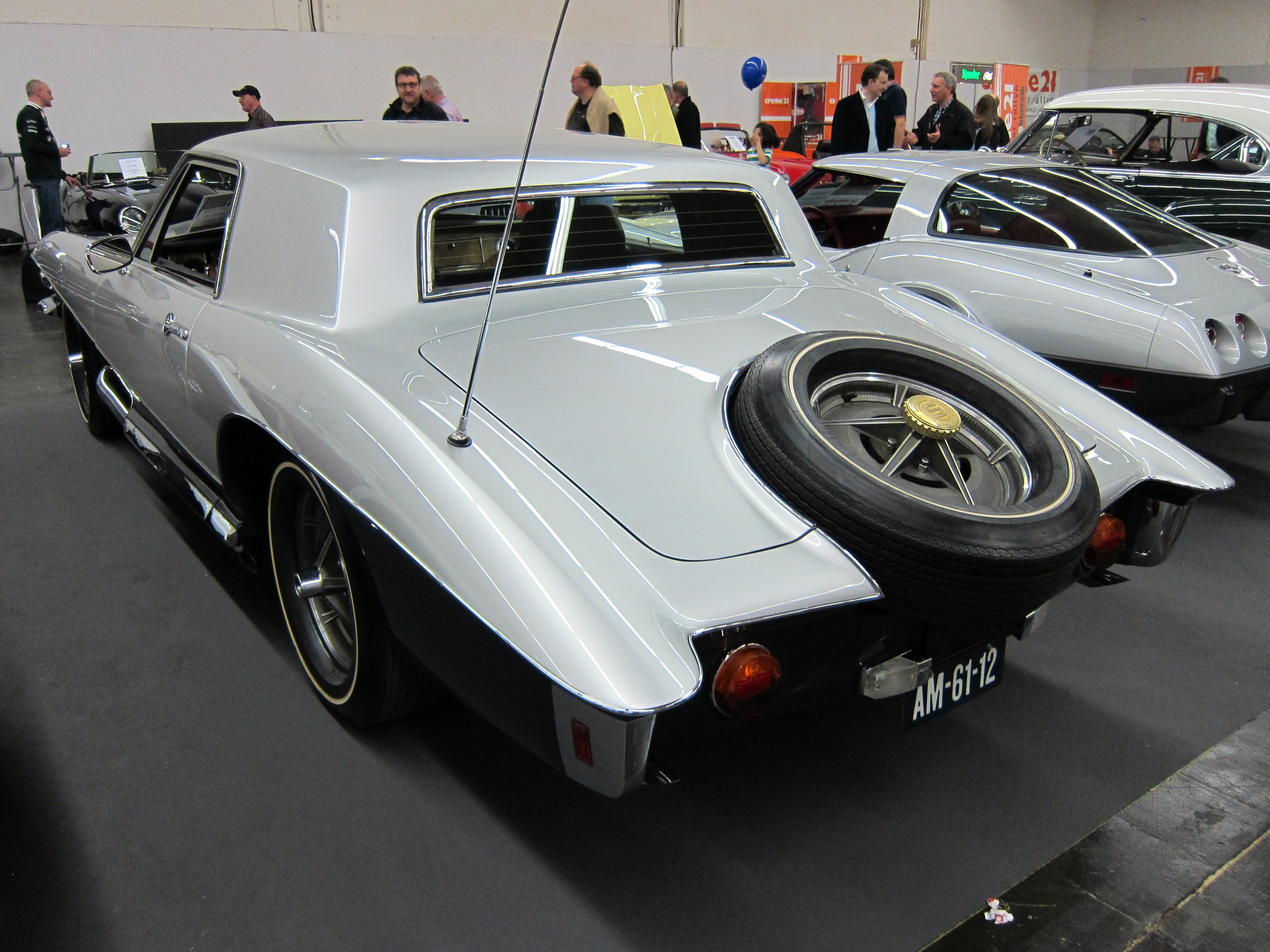
Stutz Blackhawk I - tył

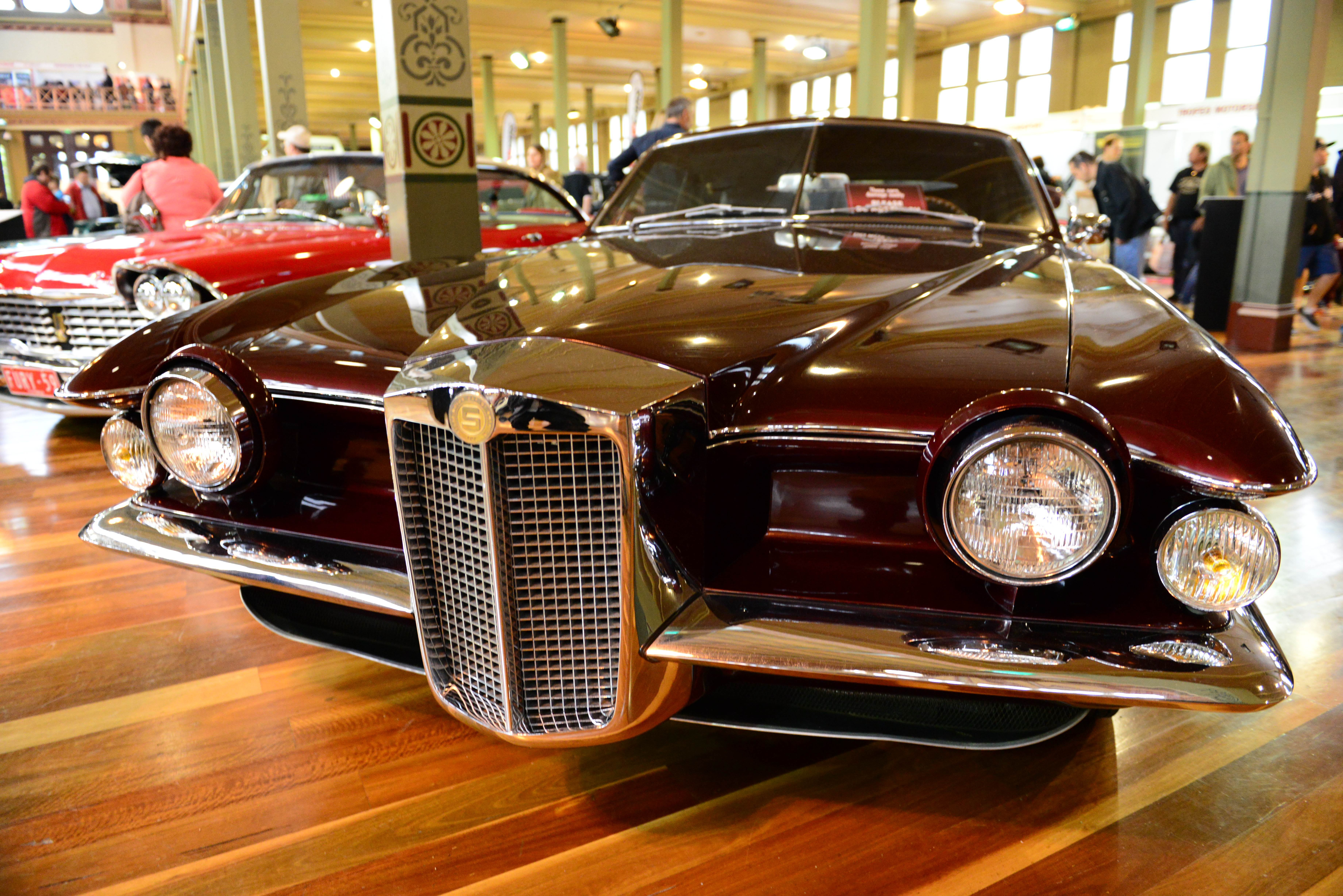
Stutz Blackhawk I w muzeum

Stutz Blackhawk I został zaprezentowany po raz pierwszy w 1970 roku.
Model Blackhawk zadebiutował na początku lat 70. XX wieku jako pierwszy pojazd opracowany przez firmę Stutz, stanowiąc autorską interpretację zdobywającego systematycznie na popularności w Stanach Zjednoczonych nurtu stylistyki neoklasycznej. W ten sposób Blackhawk w pierwszej serii wyróżnił się centralnie umieszczoną, chromowaną atrapą chłodnicy wykończoną chromem i podwójnymi reflektorami, a także przetłoczeniem biegnącym od pasa przedniego aż po tylną oś.
Pod kątem technicznym Blackhawk był efektem współpracy z Pontiakiem, który użyczył jako bazę techniczną produkowany wówczas model Grand Prix w wariancie coupé. Baza ta została obszernie zmodyfikowana przez firmę Stutz, głównie pod aspektem stylistycznym, którego autorem był kontrowersyjny projektant wcześniej pracujący dla Chryslera i Studebakera, Virgil Exner.

### Duplex
W 1979 roku Stutz zbudował autorską modyfikację pierwszej serii Blackhawka, wydłużając rozstaw osi i dodając dodatkową parę drzwi wraz z kanapą dla kolejnych 2 pasażerów. W ten sposób powstała pierwsza limuzyna firmy o nazwie Stutz Duplex, która była pierwszym podejściem do tego typu pojazdów przed opracowaniem odrębnego modelu IV-Porte. Powstały dwa egzemplarze.

### Sprzedaż
Stutz Blackhawk pierwszej serii był samochodem ściśle limitowanym, produkowanym na indywidualne zamówienie. Wytwarzane we włoskiej Modenie przez przedsiębiorstwo Carrozzeria Ghia of Torino powstały w łącznej liczbie ok. 600 sztuk. Wśród najsłynniejszych nabywców samochodu znalazł się legendarny amerykański artysta muzyczny Elvis Presley.

### Silnik
- V8 7.4l 200 KM

## Druga generacja

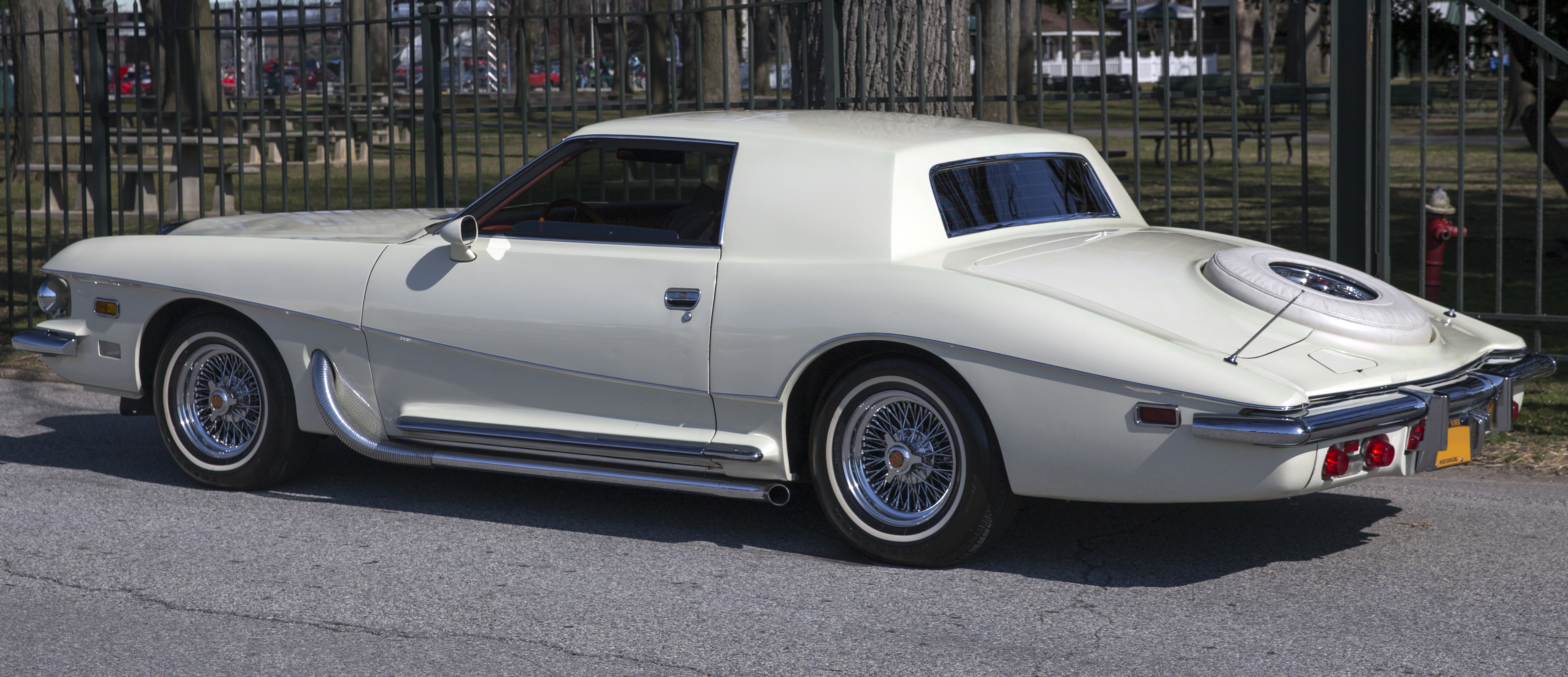
Stutz Blackhawk III - tył

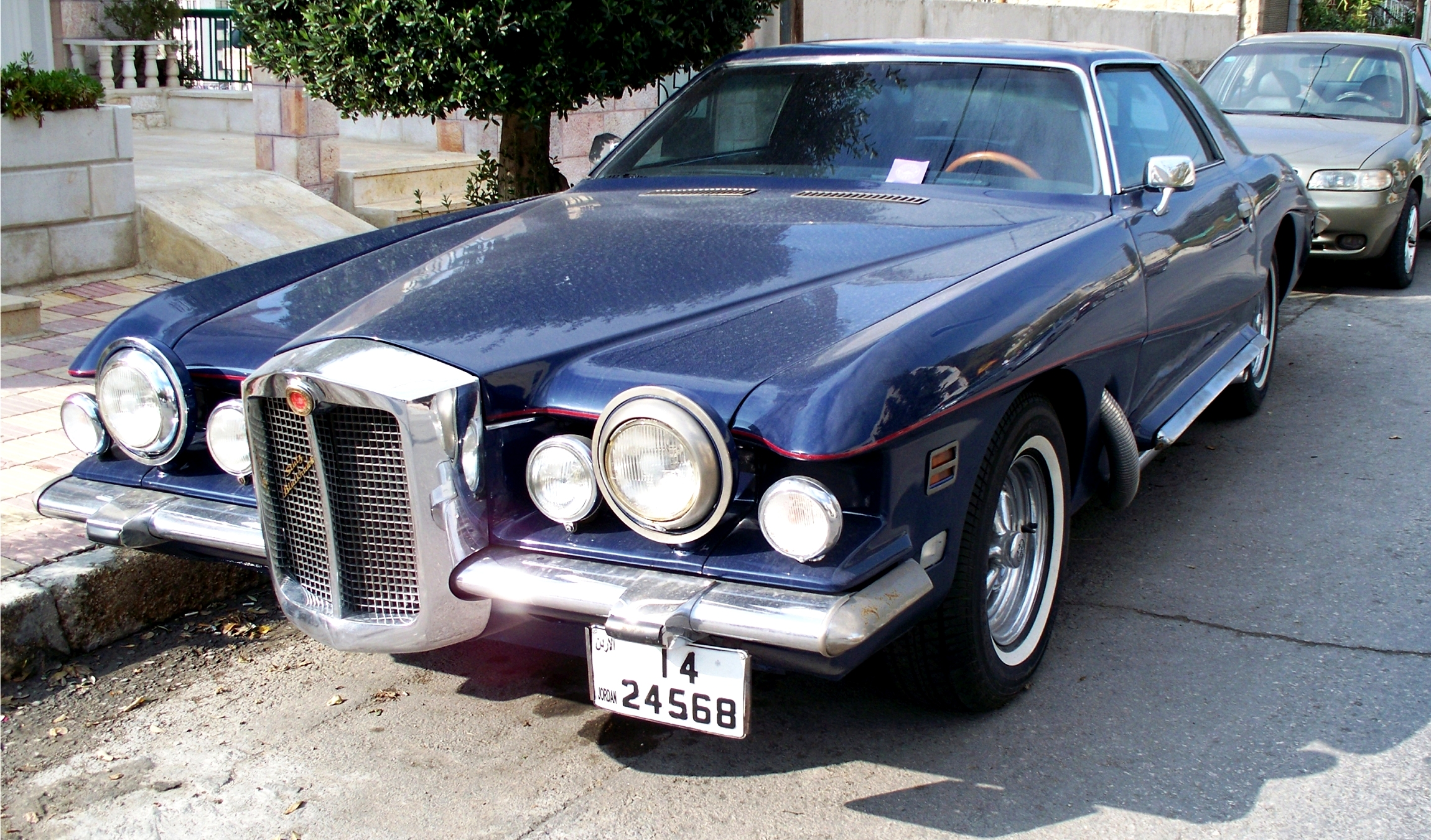
Stutz Blackhawk III w Jordanii

Stutz Blackhawk III został zaprezentowany po raz pierwszy w 1979 roku.
Druga generacja Blackhawka ponownie powstała w ramach współpracy z Pontiakiem, jednak tym razem za bazę techniczną posłużył model Bonneville. Pod kątem stylistycznym samochód przeszedł umiarkowane, ewolucyjne zmiany, w których zachowano charakterystyczną stylizację neoklasycznego pasa przedniego zdobionego przez chromowany dziób, a więcej zmian wprowadzono w gruntownie przeprojektowanej tylnej części nadwozia. Wprowadzono także nowy projekt deski rozdzielczej.
Kolejna generacja Stutza Blackhawk przeszła obszerny zakres modyfikacji pod kątem jednostki napędowej, która pozostając benzynowym V8 przeszła redukcję pod kątem pojemności skokowej. Tym razem ofertę utworzyły dwa widlaste silniki o pojemności 5 lub 5,7 litra.

### Sprzedaż
Podobnie jak poprzednik, Blackhawk drugiej serii wytwarzany był we włoskiej Modenie na zleceniu wobec tamtejszej manufaktury Carrozzeria Ghia of Torino. Powstała ściśle limitowa seria modelowa, wśród której nabywców ponownie znaleźli się znani artyści z ówczesnej ery showbiznesu jak m.in. Sammy Davis, Dean Martin, Frank Sinatra czy Lucille Ball.

### Silnik
- V8 5.0l
- V8 5.7l